# Artur Jędrzejczyk
Artur Jędrzejczyk (født 4. november 1987 i Dębica, Polen) er en polsk fodboldspiller, der spiller som forsvar i Legia Warszawa.

## Titler
- Ekstraklasa: 3
  - 2012/13, 2015/16, 2016/17 med Legia Warszawa

- Polsk Pokalturnering: 4
  - 2010/11, 2011/12, 2012/13, 2015/16 med Legia Warszawa